# پادشاه کیک‌بوکسورها
پادشاه کیک‌بوکسورها (به انگلیسی: The King of Kickboxers) (همچین با عنوان: نه عقب‌نشینی، نه تسلیم ۴ یا کاراته ببر ۵ نیز شناخته می‌شود) یک فیلم رزمی آمریکایی محصول سال ۱۹۹۰ به کارگردانی لوکاس لاو با بازی لورن اودان، بیلی بلنکز، ریچارد جاکل، دان استراود و کیت کوک است. 

## داستان
یک افسر پلیس به‌طور مخفیانه وارد تایلند می‌شود تا انتقام مرگ برادرش را بگیرد…

## اضافه توضیحات
این فیلم شباهت‌های قابل توجهی با فیلم کیک‌بوکسور (فیلم ۱۹۸۹) دارد که یک سال قبل اکران شد و دارای مکان‌های مشابه و فضای کلی داستان است.